# Eupithecia angulata
Eupithecia angulata là một loài bướm đêm trong họ Geometridae.